# Entoria victoria
Entoria victoria är en insektsart som beskrevs av Brock och Francis Seow-Choen 2000. Entoria victoria ingår i släktet Entoria och familjen Phasmatidae. Inga underarter finns listade i Catalogue of Life.